# Zinzendorf (Adelsgeschlecht)

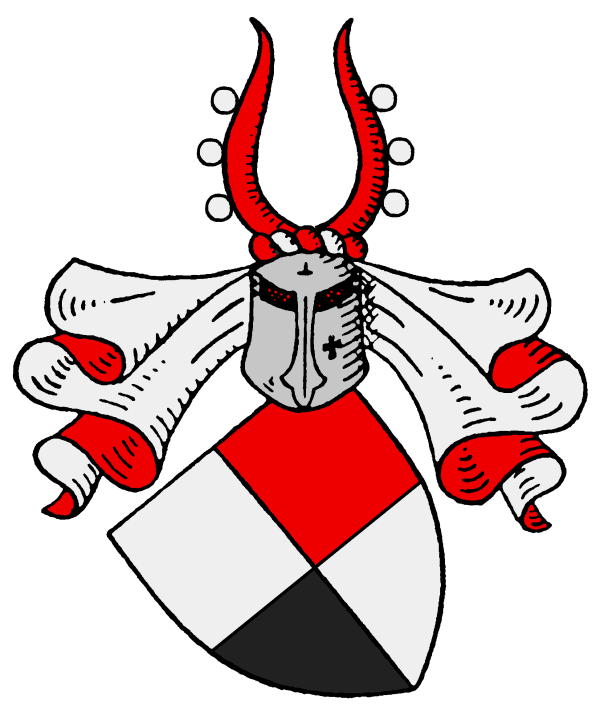
Stammwappen derer von Zinzendorf

Zinzendorf (auch Grafen und Herren von Zinzendorf und Pottendorf oder Zinzendorfer) ist der Name eines alten Adelsgeschlechts in Österreich. Sie entspringen einem alten niederösterreichischen Herrenstandsgeschlecht und haben ihr Stammhaus in der Marktgemeinde Ruprechtshofen im Bezirk Melk in Niederösterreich.
Die Zinzendorf wurden 1460 in den Freiherrenstand und 1662 in den Grafenstand erhoben. Das Geschlecht derer von Zinzendorf und Pottendorf unterscheidet sich hinsichtlich Ursprung und Wappen gegenüber deren von Sinzendorf (Adelsgeschlecht) und ist daher nicht zu verwechseln.

## Geschichte

### Ursprung und Besitztümer
Die Zinzendorfer sind eines der ältesten Herrenstandsgeschlechter in Niederösterreich, wie auch im Lande ob der Enns. Es zählt auch zu den Apostelgeschlechtern Österreichs, die zur Zeit der Babenberger (976 bis 1246) bereits ansässig waren. Diese sollen in einer alten Tradition die erste Landherrentafel in Niederösterreich errichtet haben. Einer der ersten Wohnsitze des Geschlechts lag allem Anschein nach in der Gegend von Stift Lilienfeld in der Gemeinde Lilienfeld in Niederösterreich. Zu dem Zisterzienserklosters Lilienfeld hatte die Familie ein engeres Verhältnis über mehrere Jahrhunderte. Im Archiv von Lilienfeld sind viele Urkunden der Familie zu finden. Das Geschlecht derer von Zinzendorf und Pottendorf wurde urkundlich erstmals im Jahre 1114 von Hermann, Bischof von Augsburg, in einem Stiftsbrief, erwähnt. Darin führte er einen Wisint de Cincendorf als Zeugen auf. Weitere Urkunden gibt es aus den Jahren 1144, 1176 und 1190. Die Urkunde von 1190 liegt im Archiv des Klosters Lilienfeld. Darin wird Otto I. de Czinczendorf erwähnt. Von diesem an wird die Zinzendorfsche Geschlechterfolge bis zum Erlöschen dieses Hauses durch eine ununterbrochene Reihe von Urkunden belegt.

#### Stammsitz Zinsenhof
Der Stammsitz derer von Zinzendorf war das Gut Zinsenhof (Czinczenhof), ein Gut bei Ruprechtshofen im Bezirk Melk in Niederösterreich. Es existiert noch heute und dient als Versuchsgut der Höheren Bundeslehr- und Forschungsanstalt für Gartenbau (Wien-Schönbrunn).

#### Burg Schwarzenbach
Den Zinzendorfer gehörte auch Burg Schwarzenbach am Schlossberg in der Marktgemeinde Schwarzenbach (Niederösterreich).

#### Karlstetten, Doppel sowie Wasserburg und das Geschlecht derer von Baudissin-Zinzendorf
Als Karl von Zinzendorf 1813 ohne Nachkommen starb, erbte sein Großneffe Heinrich August von Baudissin († 1834) dessen niederösterreichischen Herrschaften Karlstetten, Doppel und Wasserburg. Er nahm Namen und Wappen seines Großonkels an (Graf von Baudissin-Zinzendorf-Pottendorf) und wurde mit dem Oberstlandjägermeisteramt im Land unter der Enns belehnt. 1912 verkauften die in Schleswig-Holstein ansässigen Baudissin ihre österreichischen Güter.

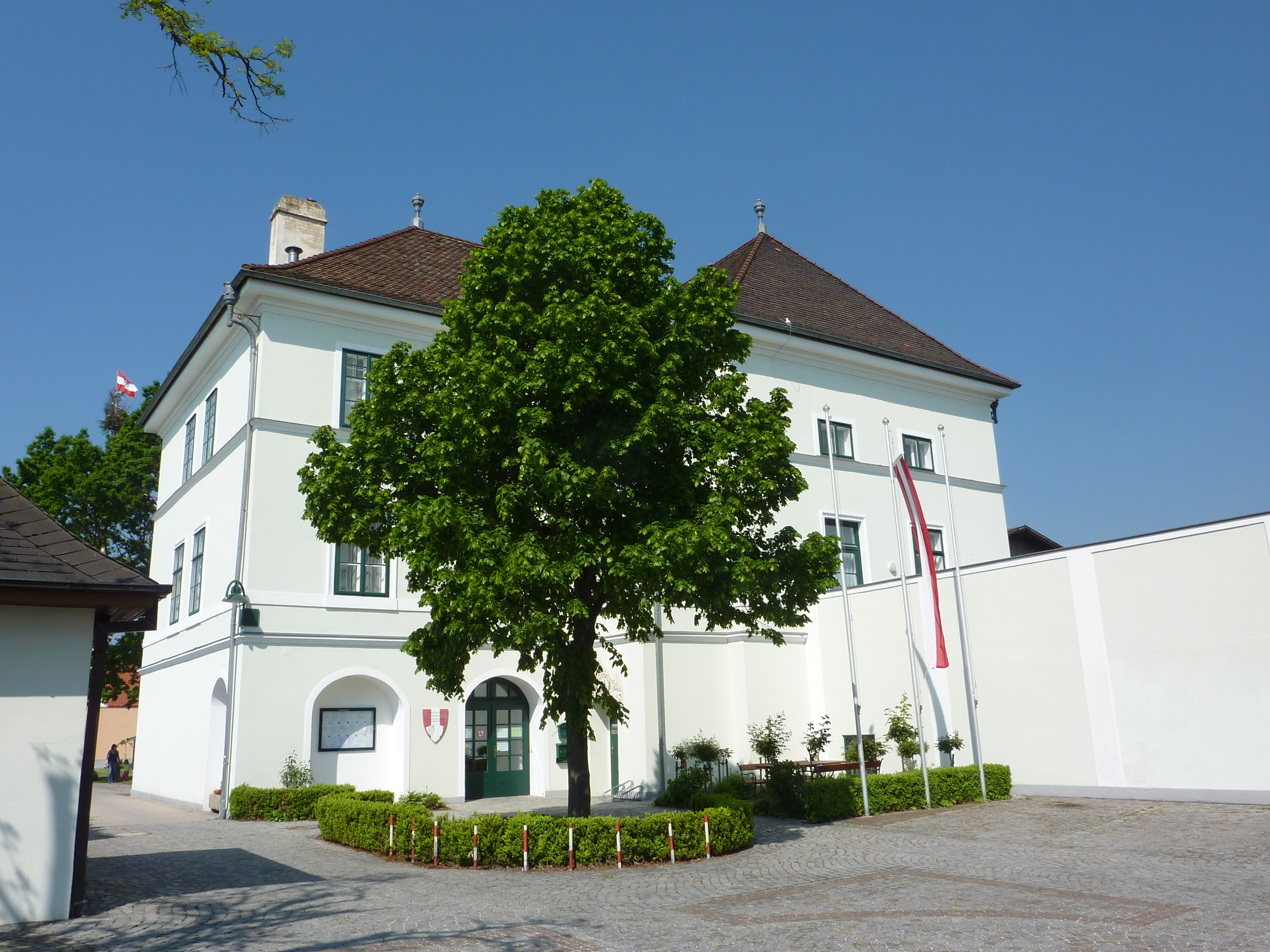
Schloss Karlstetten, einst im Besitz derer von Zinzendorf
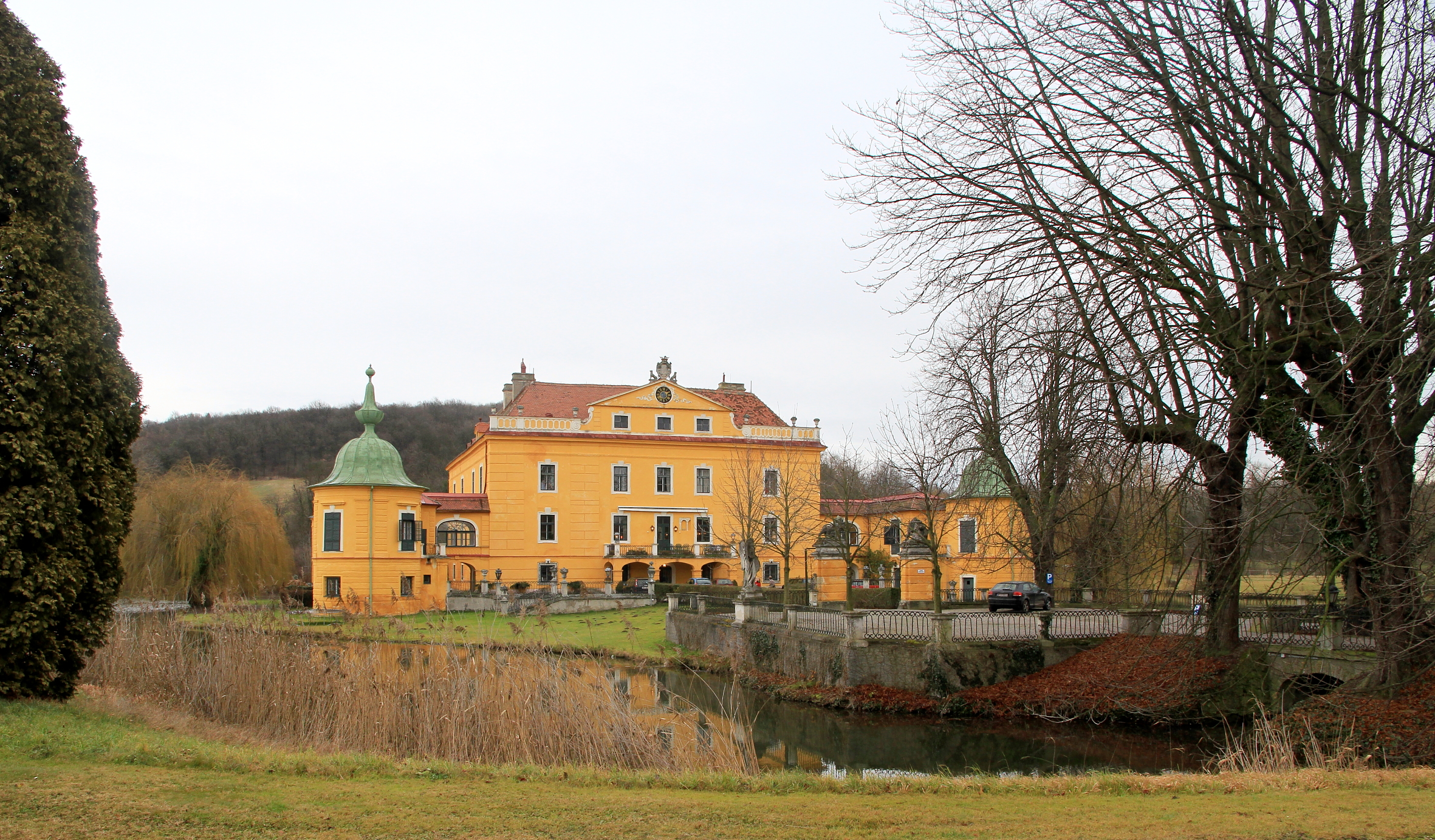
Schloss Wasserburg (St. Pölten), einst im Besitz derer von Zinzendorf
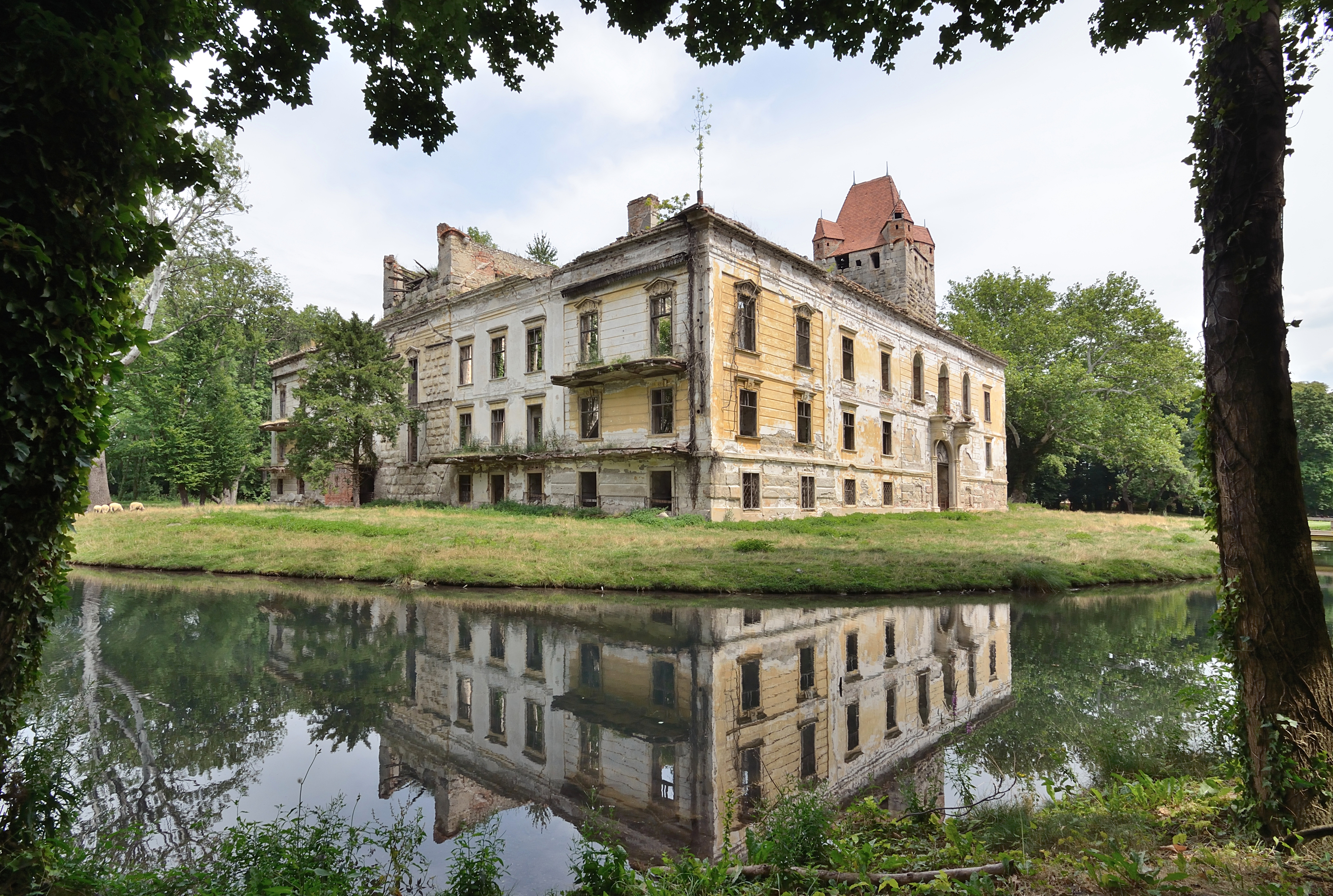
Schloss Pottendorf, einst im Besitz derer von Zinzendorf
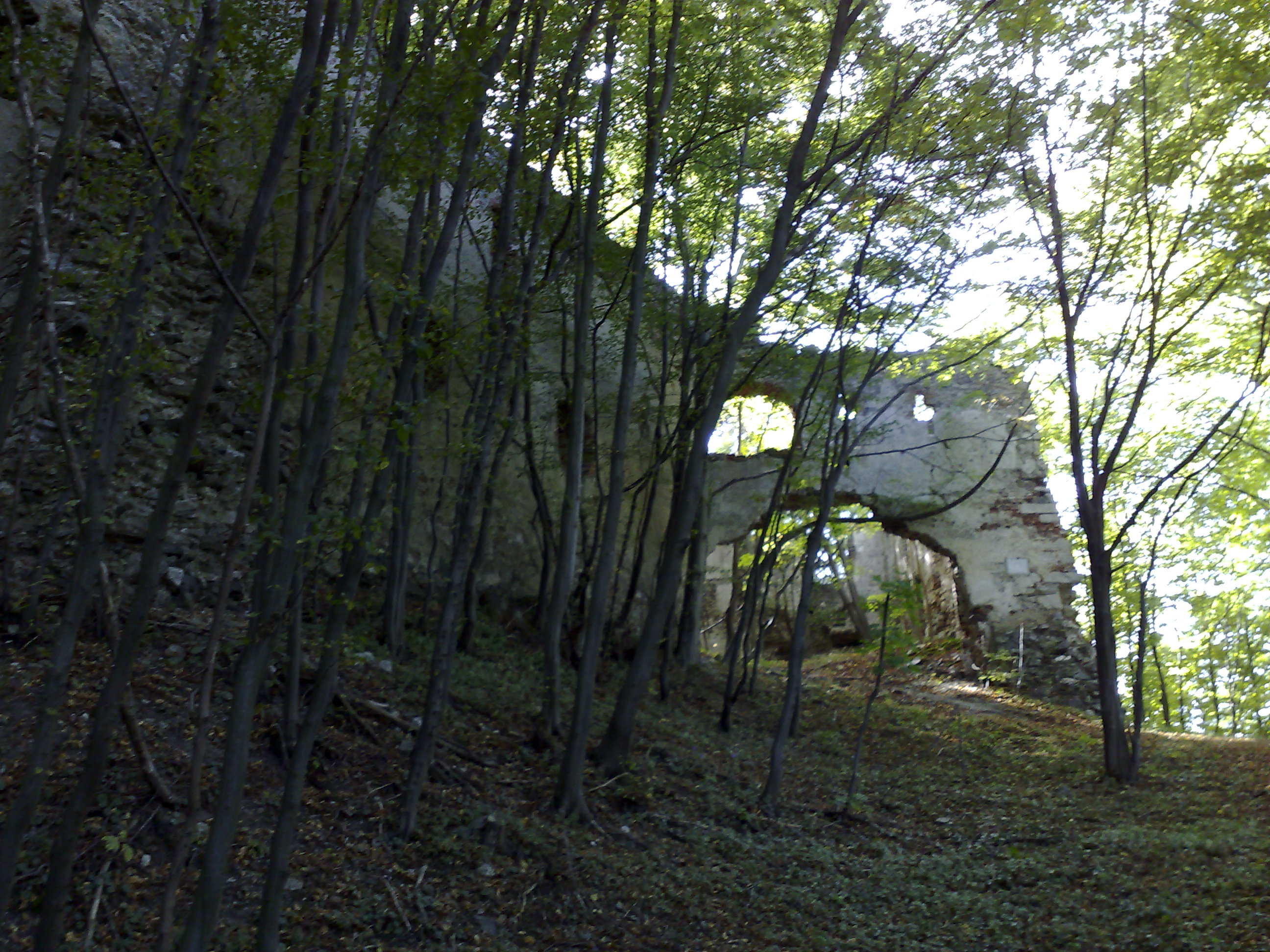
Burg Schwarzenbach (Niederösterreich), einst im Besitz derer von Zinzendorf

### Namensträger
- Chadolt II. von Zinzendorf (* vor 1365), unterzeichnete 1365 das landesfürstliche Diplom zur Errichtung der Wiener Universität mit
- Christoph VI. von Zinzendorf (* vor 1492 † 1535), Kaiser Maximilians Rat, Herr auf Pottendorf, Feistritz, Ober- und Nieder-Hauseck usw.; kaufte noch Wasserburg, Karlstetten und andere hinzu und erhielt am 18. Februar 1516 von Kaiser Maximilian I. das Erbjägermeisteramt des Fürstentums Österreich als ein Mannslehen für den Ältesten seines Geschlechtes; war seit 1492 verheiratet mit Sophia, der Erbtochter von Friedrich, dem letzten Freiherrn von Pottendorf, welche ihren Namen und ihr Wappen an die Zinzendorfer brachte
- Johann Joachim von Zinzendorf und Pottendorf (* 27. Dezember 1570; † 29. Januar 1626), Verordneter des Herrenstandes 1605, machte als Senior der Familie aus seinen zahlreichen Herrschaften ein Familienfideikommiss, heiratete 1595 Judith von Liechtenstein (* 1570; † 1621), eine Schwester von Karl I., erster Fürst zu Liechtenstein
- Albrecht VII. von Zinzendorf und Pottendorf (* 24. August 1619 in Karlsbach; † 7. Oktober 1683), Kaiserlicher Wirklicher Geheimrat, Obersthofmarschall und Ritter des Goldenen Vlieses; wurde 1662 mit vier seiner Vettern in den Reichsgrafenstand erhoben
- Maximilian Erasmus Reichsgraf und Herr von Zinzendorf und Pottendorf (* 1633; † 1672)
- Franz Ludwig von Zinzendorf (* 1661; † 1742), erbte die Herrschaft Wasserburg und aus dem Nachlass Montecuccoli 1738 den Fideikommiss Enzersfeld und erwarb 1728 die Herrschaften Toppel und Karlstetten
- Georg Ludwig Reichsgraf und Herr von Zinzendorf und Pottendorf (* 1662; † 1700), Vater von Nikolaus Ludwig
- Friedrich Christian Reichsgraf und Herr von Zinzendorf und Pottendorf (* 1697; † 1756), Bauherr des Neuen Schlosses in Hof, Sachsen
- Amalia Regina von Zinzendorf (* 1663; † 1709), als vormundschaftliche Regentin der Reichsgrafschaft Ortenburg führte sie dort 1703 die allgemeine Schulpflicht ein
- Nikolaus Ludwig von Zinzendorf (* 1700; † 1760), Gründer der Herrnhuter Brüdergemeine, verheiratet in zweiter Ehe mit der Lieddichterin Anna Nitschmann (1715–1760); davor in erster Ehe mit Erdmuthe Dorothea von Zinzendorf, geb. Reuß zu Ebersdorf (* 1700; † 1756)
- Ludwig von Zinzendorf (* 1721; † 1780)
- Susanna Magdalena Reichsgräfin von Zinzendorf und Pottendorf (* 1723; † 1785)
- Renatus von Zinzendorf (* 1727; † 1752)
- Friedrich August von Zinzendorf (* 1733; † 1804)
- Karl von Zinzendorf (* 1739; † 1813), er war der letzte männliche Spross dieser Familie und mit dem Tod seiner jüngeren Schwester Maria Josefa im Jahre 1817 erlosch die Familie ganz; Name und Wappen wurden jedoch von seinem Großneffen und Erben Heinrich August von Baudissin († 1834) fortgeführt.

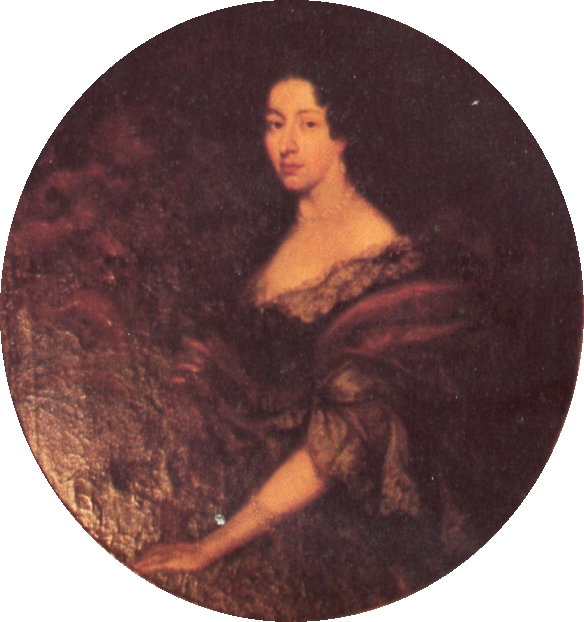
Amalia Regina von Zinzendorf (* 1663; † 1709), auch Gräfin zu Ortenburg
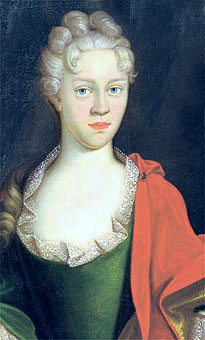
Erdmuthe Dorothea von Zinzendorf (* 1700; † 1756), deutsche Pietistin und Kirchenliedertexterin
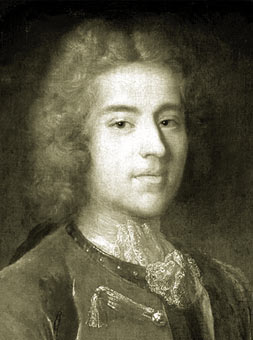
Nikolaus Ludwig von Zinzendorf (* 1700; † 1760), deutscher lutherisch-pietistischer Theologe
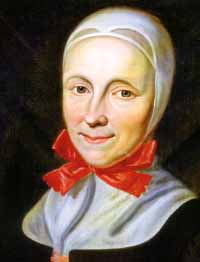
Anna Nitschmann (* 1715; † 1760), Liederdichterin, zweite Gattin von Nikolaus Ludwig von Zinzendorf

### Nobilitierung und dynastische Ehen
Am 2. Juli 1460 wurde der kaiserliche Rat und Hauptmann Georg von Zinzendorf in den erbländisch-österreichischen Freiherrenstand erhoben und eine Wappenvereinigung mit dem der Familie von Wald genehmigt. Dessen Sohn, Christoph Freiherr von Zinzendorf hatte eine Sophia von Pottendorf geheiratet und erhielt daher die Genehmigung zur Namens- und Wappenvereinigung mit deren von Pottendorf. Er bekam den Erbtitel von Zinzendorff und Pottendorff. Die Familie von Zinzendorf und Pottendorf wurde am 24. Juli 1637 mit dem Wappen der versippten, aber ebenfalls ausgestorbenen Zelkinger Adelsgeschlecht beliehen. Am 16. November 1662 wurde das freiherrliche Geschlecht in den erbländisch-österreichischen Grafenstand erhoben.
Viele Grabstätten des Adelsgeschlechts befinden sich in der Schottenkirche (Wien).

## Wappen

### Stammwappen
Blasonierung: Das Stammwappen derer von Zinzendorf ist geviert, die Felder 1 und 4 silbern, Feld 2 rot und Feld 3 schwarz; auf dem Helm mit rot-silbernen Decken zwei rote Büffelhörner, außen mit je drei silbernen Kugeln besetzt. Die fehlerhafte Blasonierung des Stammwappens im GHdA lautet: Ein von Rot, Silber, Silber und Schwarz gevierter Schild; auf dem Helm mit rot-silbernen Decken zwei außen mit je drei silbernen Ballen besetzte silberne Büffelhörner.

### Grafenwappen
Blasonierung: Das gräfliche Wappen derer von Zinzendorf und Pottendorf ist gespalten und fünfmal geteilt (12 Plätze, die Schildfiguren der rechten Seite jeweils einwärts gewandt) und belegt mit einem Herzschild, darin das Stammwappen Zinzendorf: geviert, Feld 1 rot, Feld 2 und 3 silbern, Feld 4 schwarz. Platz 1 und 4 des Hauptschildes zeigt einen wachsenden naturfarben (schwarzen) Wolf auf silbernem Grund (Wald), Platz 2 und 3 ist von Blau über Rot geteilt und zeigt oben einen wachsenden silbernen Löwen (Pottendorf). Platz 5 und 8 ist von Silber über Blau schräglinks (bzw. schrägrechts) geteilt (Zelking), Platz 6 und 7 zeigt einen golden gekrönten Löwen, von Blau und Gold schräg geteilt (Zelking), Platz 9 und 12 zeigt ein golden bequastetes viereckiges, silbernes Kissen auf rotem Grund, belegt mit einem golden beschlagenen, schwarzen Hifthorn mit schwarzer Schnur (Teuffel von Gundersdorf), Feld 10 und 11 zeigt ein schwarzes Pferd auf goldenem Grund (Teufel); auf dem Schild ruht eine neunperlige Grafenkrone, darüber sieben Helme: Helm 1 mit rot-silbernen Decken, darauf das Kissen, schräg gestellt, mit dem Hifthorn; Helm 2 mit blau-goldenen Decken, darauf ein von Silber über Blau schrägeinwärts geteilter Flug; Helm 2 mit blau-silbernen Decken, darauf der wachsende Wolf, der mittlere Helm mit rechts rot-silbernen, links schwarz-silbernen Decken zwei Büffelhörner (Stammwappenhelm), das rechte rot-silbern, das linke silbern-schwarz geteilt, dazwischen eingestemmt ein Hifthorn (Erblandjägermeisteramt in Österreich unter der Enns) wie auf dem Kissen, die Hörner außen mit je fünf silbernen Ballen besteckt; Helm 5 mit rot-silbernen Decken trägt den wachsenden silbernen Löwen zwischen zwei Büffelhörnern, rechts rot, links silbern, außen mit je sieben farbengewechselten Fähnchen besteckt; Helm 6 mit rot-goldenen Decken trägt einen roten Flug, bestreut mit goldenen Herzen, Helm 7 mit schwarz-goldenen Decken trägt ein wachsendes schwarzes Pferd. Der Hauptschild steht vor einem aufwärts gebundenen Wappenmantel, hermelingefüttert und rechts außen rot, links außen schwarz.

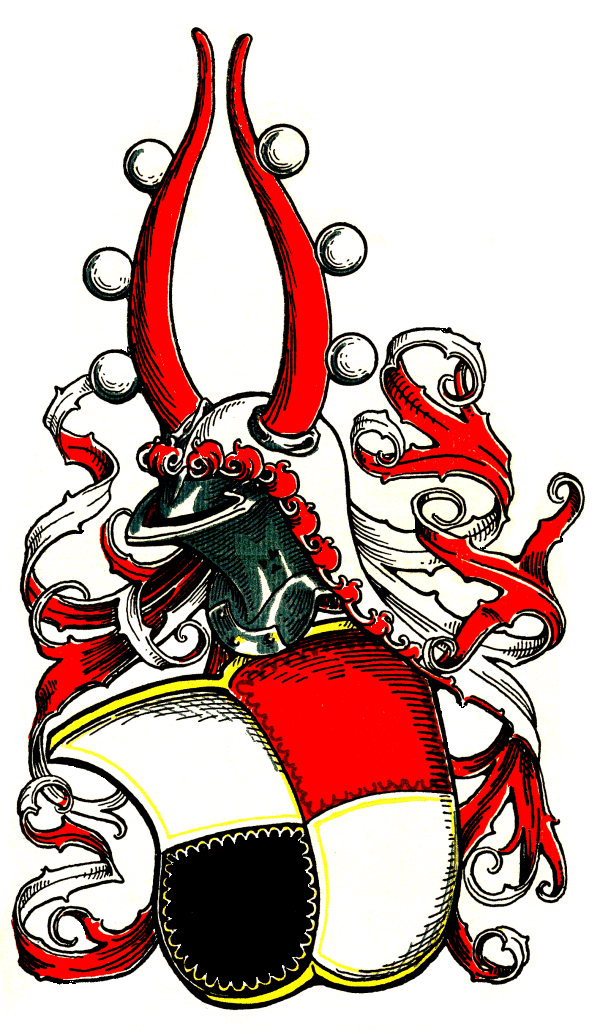
Stammwappen derer von Zinzendorf mit Stechhelm
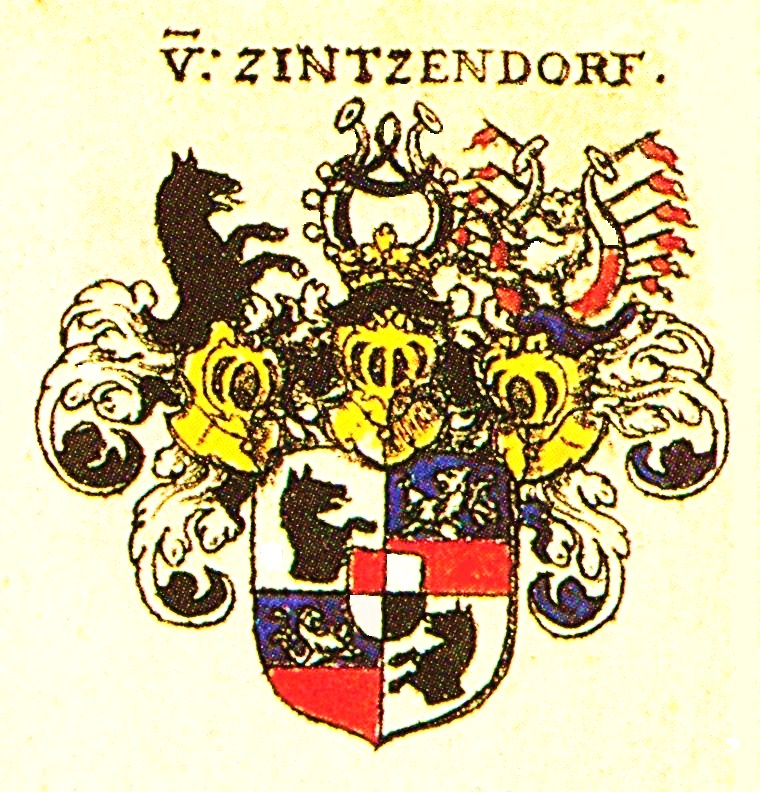
Wappen der Freiherren und späteren Grafen von Zinzendorf
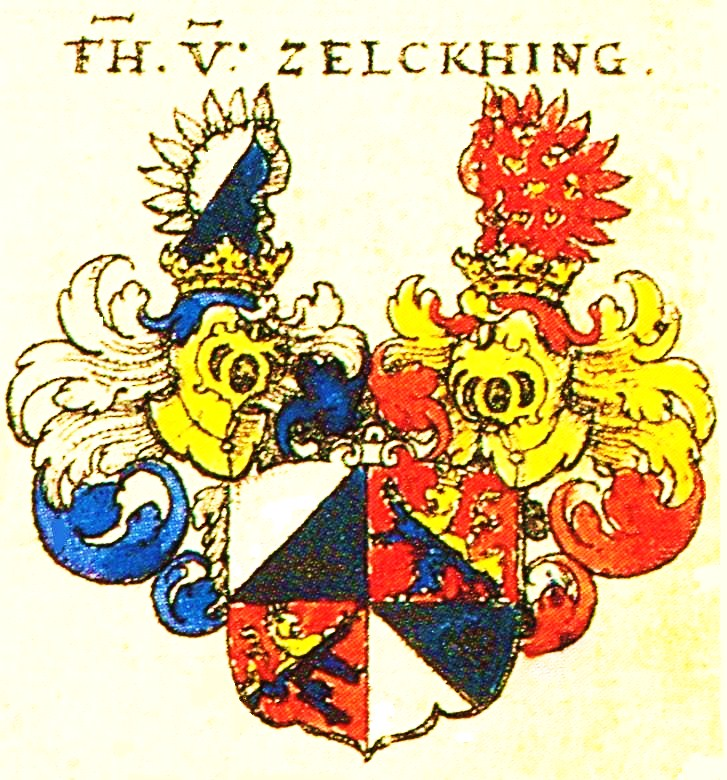
Wappen der Freiherren von Zelking (Zelkinger)
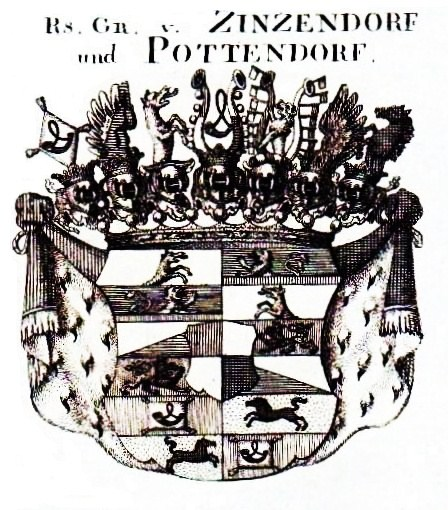
Wappen der Grafen von Zinzendorf und Pottendorf
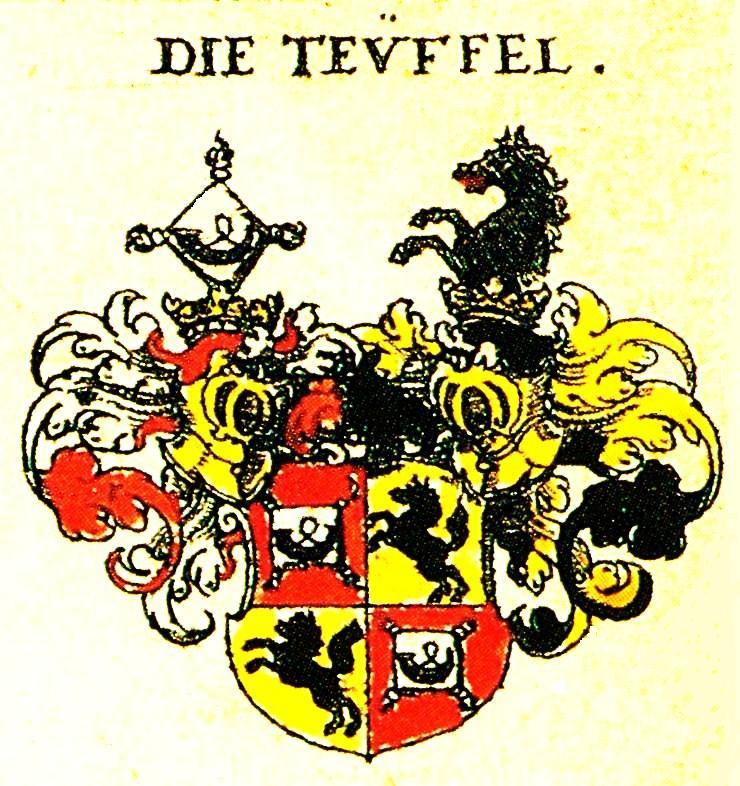
Wappen der Freiherren Teuffel von Gundersdorf
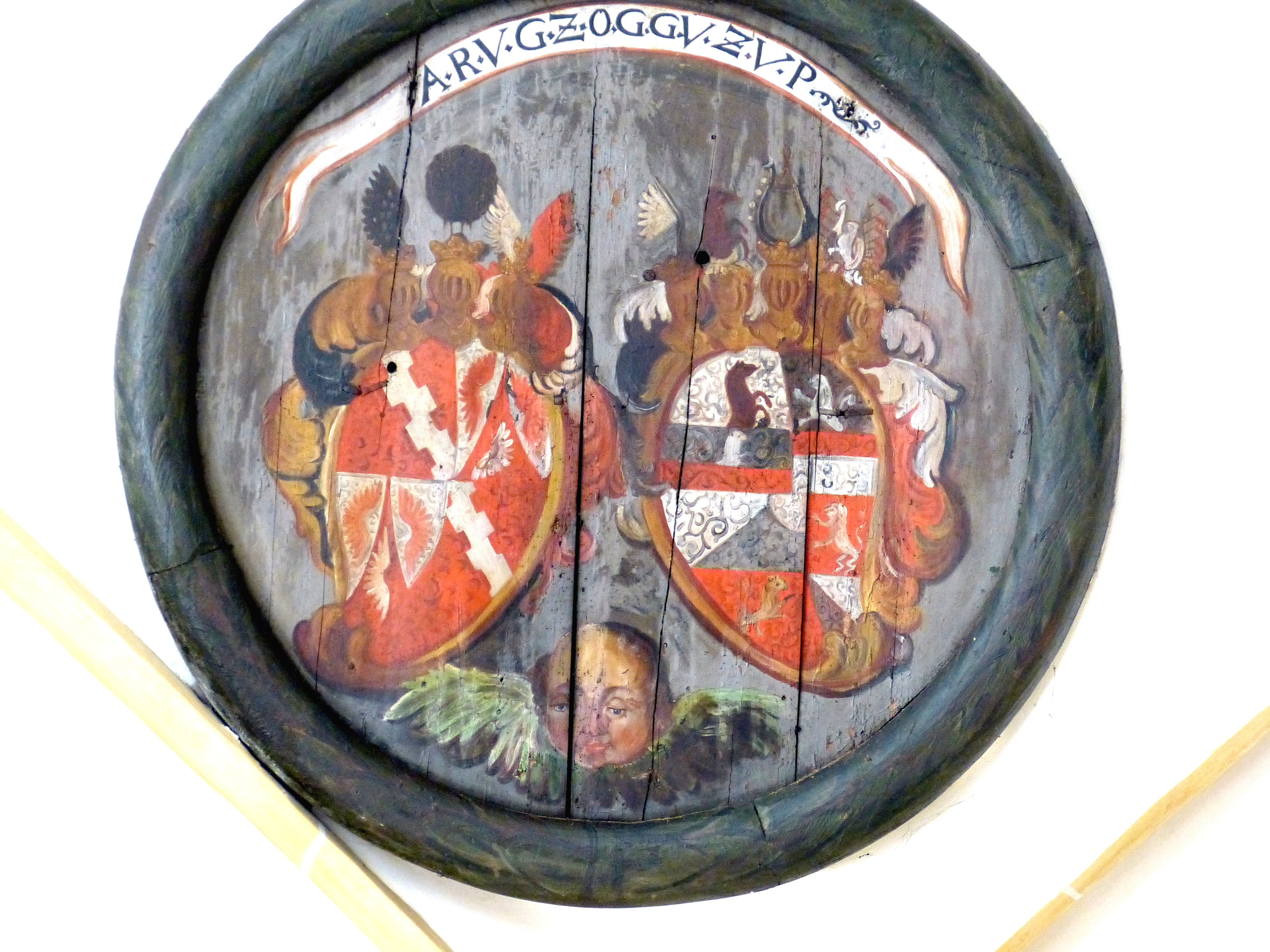
Wappen derer von Zinzendorf (rechts), auf dem Totenschild der Gräfin Amalia Regina von Zinzendorf